# Dicicloverina
La dicicloverina (o diciclomina) es un fármaco empleado para aliviar el espasmo del músculo liso del tracto gastrointestinal que se produce en trastornos como la colitis ulcerosa y el síndrome del intestino irritable.

## Modo de acción
Es un antagonista de los receptores muscarínicos de la acetilcolina del grupo de las aminas terciarias El fármaco bloquea los impulsos nerviosos en las terminales parasimpáticas, evitando la contracción muscular lisa y las secreciones glandulares de los órganos involucrados.

## Sobredosis
Son pocos los casos de sobredosis, sin embargo se sabe que puede causar eventos que obliguen al paciente a ser hospitalizado. Dentro de los síntomas por sobredosis se hallan:
- Dilatación de las pupilas.
- Visión borrosa
- Respiración agitada.
- Alucinaciones
- Convulsiones.[3]

## Uso en embarazo y lactancia
El fármaco se encuentra en la categoría B.
No se han localizado informes publicados sobre la excreción de dicicloverina en la leche materna, sin embargo, el fabricante Marion Merrell Dow (en 1992) recibió un informe de caso de apnea en un bebé lactante de 12 días cuya madre estaba recibiendo el fármaco. Aunque no se estableció una relación causal entre la dicicloverin y la apnea, se han producido reacciones adversas similares cuando el fármaco se administró directamente a los lactantes. En consecuencia, este medicamento no debe administrarse a mujeres lactantes.

## Situación actual
Aunque la dicicloverina se sigue empleando extensamente, en 2015, la Agencia Canadiense de Drogas y Tecnologías en Salud, elaboró un reporte informando que no había identificado evidencias sobre la efectividad clínica y la seguridad de la dicicloverina para afecciones del tracto gastrointestinal que involucren espasmo de músculo liso. Las únicas formas farmacéuticas en comercialización actualmente son en cápsulas y jarabe, la versión inyectable fue descontinuada en varios países.
En un estudio no publicado en la década de los 70 (Bendectin Antinauseant 8-way, Estudio antinauseoso de Bendectin de "8 vías"), se estudió a la dicicloverina junto con otros fármacos, solo y en combinación para ver si se podía emplear para la náusea matutina y vómito en mujeres. El resurgimiento de los datos indujeron a investigadores a pensar que la información obtenida del estudio no debía considerarse para apoyar la eficacia de la doxilamina, la piridoxina o la dicicloverina para el tratamiento de náuseas y vómitos durante el embarazo ya que existía un alto riesgo de sesgo. Al medicamento Bendectin, introducido en 1956, se le retiró la dicicloverina en 1976 ya que no aportaba nada a la formulación como antiemético.